# 索基爾 (切爾尼夫齊區)
48°28′58″N 28°9′23″E / 48.48278°N 28.15639°E
索基爾（烏克蘭語：Сокіл）是位於烏克蘭西南部的村莊，由文尼察州裡莫希利夫-波季利斯基区的切爾尼夫齊市鎮負責管轄。該村始建於1795年，面積8.3平方公里，海拔高度232米，2001年人口1,342。